# Crotalaria clarkei
Crotalaria clarkei är en ärtväxtart som beskrevs av James Sykes Gamble. Crotalaria clarkei ingår i släktet sunnhampor, och familjen ärtväxter. Inga underarter finns listade i Catalogue of Life.